# Ольшак, Вацлав
Вацлав Ольшак (пол. Wacław Olszak; 24 октября 1902 — 8 декабря 1980) — учёный в области механики.
Академик Польской академии наук, иностранный член Французской академии наук (1978; корреспондент с 1969).

## Биография
Родился в семье врача и общественного деятеля Вацлава Ольшака.
Окончил польскую гимназию в Орлове.
Окончил Технический университет в Вене, а также Венскую консерваторию по классу скрипки.
После вторжения немецких войск в Польшу, уже 2 сентября 1939 года Вацлав Ольшак старший был арестован оккупационными властями, а 7 сентября сильно избит сотрудниками гестапо, из-за чего 11 сентября 1939 года скончался в местной больнице от кровоизлияния в мозг. Во время похорон на кладбище были допущены только жена, двое сыновей и священник.
С 1946 года — профессор Горно-металлургической академии в Кракове (AGH). В мае 1948 года вице-декан Электромеханического факультета. С 1952 года — профессор Варшавского технологического университета. В 1954 году был избран членом-корреспондентом, а в 1956 году — действительным членом Польской академии наук.
Состоял членом многих научных академий в Европе, в том числе в Белграде, Будапеште, Галле , Хельсинки, Париже, Стокгольме и Вене. Почётный доктор Университета Тулузы (1962), Льежа (1963), Венского университета (1965), AGH в Кракове (1969), Дрезденского технического университета (1970), Университета Глазго (1973), Варшавского технологического университета (1974) и Краковского технологического университета (1976).
Организатор науки, основатель польской школы теории пластичности. Создал большое число проектов мостов, в том числе на реке Висла.
Директор Института фундаментальных технологических исследований с 1963 по 1972 год. Директор Международного центра по механике в Удине (Италия) — CISM — с 1969 года до своей кончины.
Его исследования по теории пластичности используются в строительстве крупных зданий, путепроводов и мостов.
Офицер Ордена Возрождения Польши (1954). В 1966 году получил государственную награду I степени.

## Семья
Старший брат Феликс (1904—1965) — металлург.